# Cobelura wappesi
Cleodoxus wappesi là một loài bọ cánh cứng trong họ Cerambycidae.